# Armata Ungariei
Armata Ungariei este armata națională a Ungariei. Are două categorii de arme: Forțele Terestre Ungare și Forțele Aeriene Ungare.
Termenul „Forța de Apărare Domestică” a fost inițial folosită pentru a desemna forțele armate fondate de Lajos Kossuth și de Comitetul Național de Apărare al Parlamentului Ungar Revoluționar în timpul Revoluției Maghiare din 1848. În conformitate cu Compromisul austro-ungar din 1867, ungurilor le-a fost permis să aibă propriile forțe pentru apărarea patriei, distincte și independente de Armata Imperială și Regală. Astfel, Magyar Királyi Honvédség a devenit Armata Regatului Ungariei în cadrul Imperiului Austro-Ungar.